# Fascellina porphyreofusa
Fascellina porphyreofusa är en fjärilsart som beskrevs av George Francis Hampson 1895. Fascellina porphyreofusa ingår i släktet Fascellina och familjen mätare. Inga underarter finns listade i Catalogue of Life.